# Campionato mondiale femminile di pallamano 1990
Il campionato mondiale femminile di pallamano 1990 è stato la decima edizione del massimo torneo di pallamano per squadre nazionali femminili, organizzato dalla International Handball Federation (IHF). Il torneo si è disputato dal 24 novembre al 4 dicembre 1990 in Corea del Sud e tutte le partite sono state disputate a Seul. Vi hanno preso parte sedici rappresentative nazionali, con Germania Ovest e Germania Est che vi hanno preso parte separatamente nonostante la riunificazione tedesca fosse avvenuta pochi mesi prima. Il torneo è stato vinto per la terza volta consecutiva dall'Unione Sovietica, che in finale ha superato la Jugoslavia.

## Formato
Le sedici nazionali partecipanti sono state suddivise in quattro gironi da quattro squadre ciascuno. Le prime tre classificate accedono al turno principale, nella quale le prime tre dei gironi A e B sono inserite nel girone E, mentre le prime tre dei gironi C e D sono inserite nel girone F. Nella seconda fase ogni squadra porta il risultato ottenuto contro le altre due squadre contro cui ha giocato nel turno preliminare e affronta le altre tre. Le prime classificare dei due gironi si affrontano nella finale per l'assegnazione del titolo, mentre le altre si affrontano in finali per l'assegnazione dei piazzamenti. Le squadre classificate al quarto posto nel turno preliminare si affrontano in un girone a quattro per definire i piazzamenti finali dal tredicesimo al sedicesimo posto. Le prime quattro classificate si qualificano al torneo femminile di pallamano dei Giochi della XXV Olimpiade.

## Nazionali partecipanti
| Modalità                         | Posti | Qualificate                                                                           |
| -------------------------------- | ----- | ------------------------------------------------------------------------------------- |
| Nazionale del Paese ospitante    | 1     | Corea del Sud                                                                         |
| Giochi della XXIV Olimpiade      | 3     | Norvegia Unione Sovietica Jugoslavia                                                  |
| Torneo di qualificazione europeo | 9     | Germania Ovest Svezia Germania Est Romania Austria Polonia Danimarca Bulgaria Francia |
| Campionato asiatico 1989         | 1     | Cina                                                                                  |
| Campionato africano 1989         | 1     | Angola                                                                                |
| Campionato panamericano 1989     | 1     | Canada                                                                                |

## Turno preliminare

### Girone A

#### Classifica
| Pos. | Squadra        | Pt | G | V | N | P | GF | GS | DR  |
| ---- | -------------- | -- | - | - | - | - | -- | -- | --- |
| 1.   | Jugoslavia     | 6  | 3 | 3 | 0 | 0 | 63 | 54 | +9  |
| 2.   | Germania Ovest | 4  | 3 | 2 | 0 | 1 | 56 | 51 | +5  |
| 3.   | Polonia        | 2  | 3 | 1 | 0 | 2 | 65 | 59 | +6  |
| 4.   | Francia        | 0  | 3 | 0 | 0 | 3 | 49 | 69 | -20 |

#### Risultati
| Seul 24 novembre 1990 | Jugoslavia | 19 – 18 (9-9) | Polonia |  |

| Seul 24 novembre 1990 | Germania Ovest | 17 – 12 (6-5) | Francia |  |

| Seul 25 novembre 1990 | Jugoslavia | 23 – 18 (11-7) | Francia |  |

| Seul 25 novembre 1990 | Germania Ovest | 21 – 18 (8-7) | Polonia |  |

| Seul 27 novembre 1990 | Jugoslavia | 21 – 18 (10-9) | Germania Ovest |  |

| Seul 27 novembre 1990 | Polonia | 29 – 19 (17-10) | Francia |  |

### Girone B

#### Classifica
| Pos. | Squadra       | Pt | G | V | N | P | GF | GS | DR  |
| ---- | ------------- | -- | - | - | - | - | -- | -- | --- |
| 1.   | Cina          | 6  | 3 | 3 | 0 | 0 | 67 | 58 | +9  |
| 2.   | Austria       | 3  | 3 | 1 | 1 | 1 | 61 | 61 | 0   |
| 3.   | Corea del Sud | 2  | 3 | 1 | 0 | 2 | 74 | 72 | +2  |
| 4.   | Svezia        | 1  | 3 | 0 | 1 | 2 | 61 | 72 | -11 |

#### Risultati
| Seul 24 novembre 1990 | Cina | 17 – 15 (9-7) | Svezia |  |

| Seul 24 novembre 1990 | Austria | 19 – 18 (9-9) | Corea del Sud |  |

| Seul 25 novembre 1990 | Cina | 28 – 22 (14-13) | Corea del Sud |  |

| Seul 25 novembre 1990 | Austria | 21 – 21 (12-20) | Svezia |  |

| Seul 27 novembre 1990 | Cina | 22 – 21 (14-12) | Austria |  |

| Seul 27 novembre 1990 | Corea del Sud | 34 – 25 (15-11) | Svezia |  |

### Girone C

#### Classifica
| Pos. | Squadra          | Pt | G | V | N | P | GF | GS | DR  |
| ---- | ---------------- | -- | - | - | - | - | -- | -- | --- |
| 1.   | Unione Sovietica | 6  | 3 | 3 | 0 | 0 | 70 | 52 | +18 |
| 2.   | Germania Est     | 4  | 3 | 2 | 0 | 1 | 71 | 56 | +15 |
| 3.   | Danimarca        | 2  | 3 | 1 | 0 | 2 | 58 | 51 | +7  |
| 4.   | Angola           | 0  | 3 | 0 | 0 | 3 | 38 | 78 | -40 |

#### Risultati
| Seul 24 novembre 1990 | Unione Sovietica | 21 – 17 (12-9) | Danimarca |  |

| Seul 24 novembre 1990 | Germania Est | 28 – 16 (14-9) | Angola |  |

| Seul 25 novembre 1990 | Unione Sovietica | 28 – 15 (13-6) | Angola |  |

| Seul 25 novembre 1990 | Germania Est | 23 – 19 (12-8) | Danimarca |  |

| Seul 27 novembre 1990 | Unione Sovietica | 21 – 20 (12-9) | Germania Est |  |

| Seul 27 novembre 1990 | Danimarca | 22 – 7 (7-2) | Angola |  |

### Girone D

#### Classifica
| Pos. | Squadra  | Pt | G | V | N | P | GF | GS | DR  |
| ---- | -------- | -- | - | - | - | - | -- | -- | --- |
| 1.   | Norvegia | 6  | 3 | 3 | 0 | 0 | 62 | 52 | +10 |
| 2.   | Romania  | 4  | 3 | 2 | 0 | 1 | 64 | 49 | +15 |
| 3.   | Bulgaria | 2  | 3 | 1 | 0 | 2 | 67 | 60 | +7  |
| 4.   | Canada   | 0  | 3 | 0 | 0 | 3 | 61 | 93 | -32 |

#### Risultati
| Seul 24 novembre 1990 | Norvegia | 22 – 18 (13-8) | Bulgaria |  |

| Seul 24 novembre 1990 | Romania | 34 – 19 (18-7) | Canada |  |

| Seul 25 novembre 1990 | Norvegia | 27 – 22 (15-11) | Canada |  |

| Seul 25 novembre 1990 | Romania | 18 – 17 (11-10) | Bulgaria |  |

| Seul 27 novembre 1990 | Norvegia | 13 – 12 (7-8) | Romania |  |

| Seul 27 novembre 1990 | Bulgaria | 32 – 20 (14-8) | Canada |  |

## Turno principale

### Girone E

#### Classifica
| Pos. | Squadra        | Pt | G | V | N | P | GF  | GS  | DR  |
| ---- | -------------- | -- | - | - | - | - | --- | --- | --- |
| 1.   | Jugoslavia     | 8  | 5 | 4 | 0 | 1 | 124 | 102 | +22 |
| 2.   | Germania Ovest | 6  | 5 | 3 | 0 | 2 | 109 | 100 | +9  |
| 3.   | Austria        | 6  | 5 | 3 | 0 | 2 | 101 | 111 | -10 |
| 4.   | Cina           | 6  | 5 | 3 | 0 | 2 | 108 | 119 | -11 |
| 5.   | Polonia        | 4  | 5 | 2 | 0 | 3 | 117 | 103 | +14 |
| 6.   | Corea del Sud  | 0  | 5 | 0 | 0 | 5 | 111 | 135 | -24 |

#### Risultati
| Seul 29 novembre 1990 | Austria | 24 – 20 (13-8) | Germania Ovest |  |

| Seul 29 novembre 1990 | Polonia | 31 – 17 (12-10) | Cina |  |

| Seul 29 novembre 1990 | Jugoslavia | 28 – 24 (12-15) | Corea del Sud |  |

| Seul 1º dicembre 1990 | Jugoslavia | 30 – 15 (14-6) | Austria |  |

| Seul 1º dicembre 1990 | Germania Ovest | 19 – 14 (10-7) | Cina |  |

| Seul 1º dicembre 1990 | Polonia | 29 – 24 (17-13) | Corea del Sud |  |

| Seul 2 dicembre 1990 | Cina | 27 – 26 (17-10) | Jugoslavia |  |

| Seul 2 dicembre 1990 | Austria | 22 – 21 (13-9) | Polonia |  |

| Seul 2 dicembre 1990 | Germania Ovest | 31 – 23 (11-15) | Corea del Sud |  |

### Girone F

#### Classifica
| Pos. | Squadra          | Pt | G | V | N | P | GF  | GS  | DR  |
| ---- | ---------------- | -- | - | - | - | - | --- | --- | --- |
| 1.   | Unione Sovietica | 10 | 5 | 5 | 0 | 0 | 126 | 106 | +20 |
| 2.   | Germania Est     | 7  | 5 | 3 | 1 | 1 | 111 | 90  | +21 |
| 3.   | Norvegia         | 6  | 5 | 3 | 0 | 2 | 89  | 90  | -1  |
| 4.   | Romania          | 3  | 5 | 1 | 1 | 3 | 90  | 100 | -10 |
| 5.   | Danimarca        | 2  | 5 | 1 | 0 | 4 | 97  | 103 | -6  |
| 6.   | Bulgaria         | 2  | 5 | 1 | 0 | 4 | 99  | 123 | -24 |

#### Risultati
| Seul 29 novembre 1990 | Unione Sovietica | 33 – 23 (18-10) | Bulgaria |  |

| Seul 29 novembre 1990 | Germania Est | 15 – 15 (6-8) | Romania |  |

| Seul 29 novembre 1990 | Norvegia | 20 – 16 (15-12) | Danimarca |  |

| Seul 1º dicembre 1990 | Germania Est | 22 – 14 (10-6) | Norvegia |  |

| Seul 1º dicembre 1990 | Unione Sovietica | 29 – 26 (18-12) | Romania |  |

| Seul 1º dicembre 1990 | Bulgaria | 20 – 19 (11-9) | Danimarca |  |

| Seul 2 dicembre 1990 | Unione Sovietica | 22 – 20 (11-10) | Norvegia |  |

| Seul 2 dicembre 1990 | Germania Est | 31 – 21 (18-7) | Bulgaria |  |

| Seul 2 dicembre 1990 | Danimarca | 26 – 19 (13-10) | Romania |  |

### Girone per il piazzamento 13º-16º posto

#### Classifica
| Pos. | Squadra | Pt | G | V | N | P | GF | GS | DR  |
| ---- | ------- | -- | - | - | - | - | -- | -- | --- |
| 13.  | Svezia  | 6  | 3 | 3 | 0 | 0 | 76 | 47 | +29 |
| 14.  | Francia | 4  | 3 | 2 | 0 | 1 | 65 | 68 | -3  |
| 15.  | Canada  | 2  | 3 | 1 | 0 | 2 | 62 | 66 | -4  |
| 16.  | Angola  | 0  | 3 | 0 | 0 | 3 | 55 | 77 | -22 |

#### Risultati
| Seul 29 novembre 1990 | Svezia | 21 – 16 (10-8) | Canada |  |

| Seul 29 novembre 1990 | Francia | 24 – 20 | Angola |  |

| Seul 1º dicembre 1990 | Svezia | 28 – 14 (13-7) | Angola |  |

| Seul 1º dicembre 1990 | Francia | 24 – 21 (10-9) | Canada |  |

| Seul 2 dicembre 1990 | Svezia | 27 – 17 (14-9) | Francia |  |

| Seul 2 dicembre 1990 | Canada | 25 – 21 | Angola |  |

## Fase finale

### Finale 11º posto
| Seul 4 dicembre 1990 | Corea del Sud | 36 – 23 (20-9) | Bulgaria |  |

### Finale 9º posto
| Seul 4 dicembre 1990 | Polonia | 27 – 26 (11-7) | Danimarca |  |

### Finale 7º posto
| Seul 4 dicembre 1990 | Romania | 25 – 19 (13-10) | Cina |  |

### Finale 5º posto
| Seul 4 dicembre 1990 | Austria | 23 – 19 (16-9) | Norvegia |  |

### Finale 3º posto
| Seul 4 dicembre 1990 | Germania Est | 25 – 19 (12-7) | Germania Ovest |  |

### Finale
| Seul 4 dicembre 1990 | Unione Sovietica | 24 – 22 (14-9) | Jugoslavia |  |

## Classifica finale
| Pos.    | Nazione          |
| ------- | ---------------- |
| Oro     | Unione Sovietica |
| Argento | Jugoslavia       |
| Bronzo  | Germania Est     |
| 4       | Germania Ovest   |
| 5       | Austria          |
| 6       | Norvegia         |
| 7       | Romania          |
| 8       | Cina             |
| 9       | Polonia          |
| 10      | Danimarca        |
| 11      | Corea del Sud    |
| 12      | Bulgaria         |
| 13      | Svezia           |
| 14      | Francia          |
| 15      | Canada           |
| 16      | Angola           |

|  | Qualificata ai Giochi della XXV Olimpiade |

## Statistiche

### Classifica marcatrici
Fonte:.
| Pos. | Nome                   | Nazionale        | Reti | Tiri dai 7 m |
| ---- | ---------------------- | ---------------- | ---- | ------------ |
| 1    | Bożena Karkut          | Polonia          | 50   | 21           |
| 2    | Svetlana Vidrina       | Unione Sovietica | 50   | 30           |
| 3    | Wei Shi                | Cina             | 48   | 19           |
| 4    | Mia Hermansson-Högdahl | Svezia           | 45   | 21           |
| 5    | Kim Mi-sook            | Corea del Sud    | 45   | 27           |
| 6    | Svetlana Dašić-Kitić   | Jugoslavia       | 42   | 16           |
| 7    | Natal'ja Morskova      | Unione Sovietica | 41   | 4            |
| 8    | Jasna Merdan-Kolar     | Austria          | 41   | 28           |
| 9    | Lim Mi-kyung           | Corea del Sud    | 39   | 8            |
| 10   | Kerstin Nindel         | Germania Est     | 38   | 30           |